# Gosibius louisianus
Gosibius louisianus är en mångfotingart som beskrevs av Chamberlin 1942. Gosibius louisianus ingår i släktet Gosibius och familjen stenkrypare. Inga underarter finns listade i Catalogue of Life.